# 别府温泉

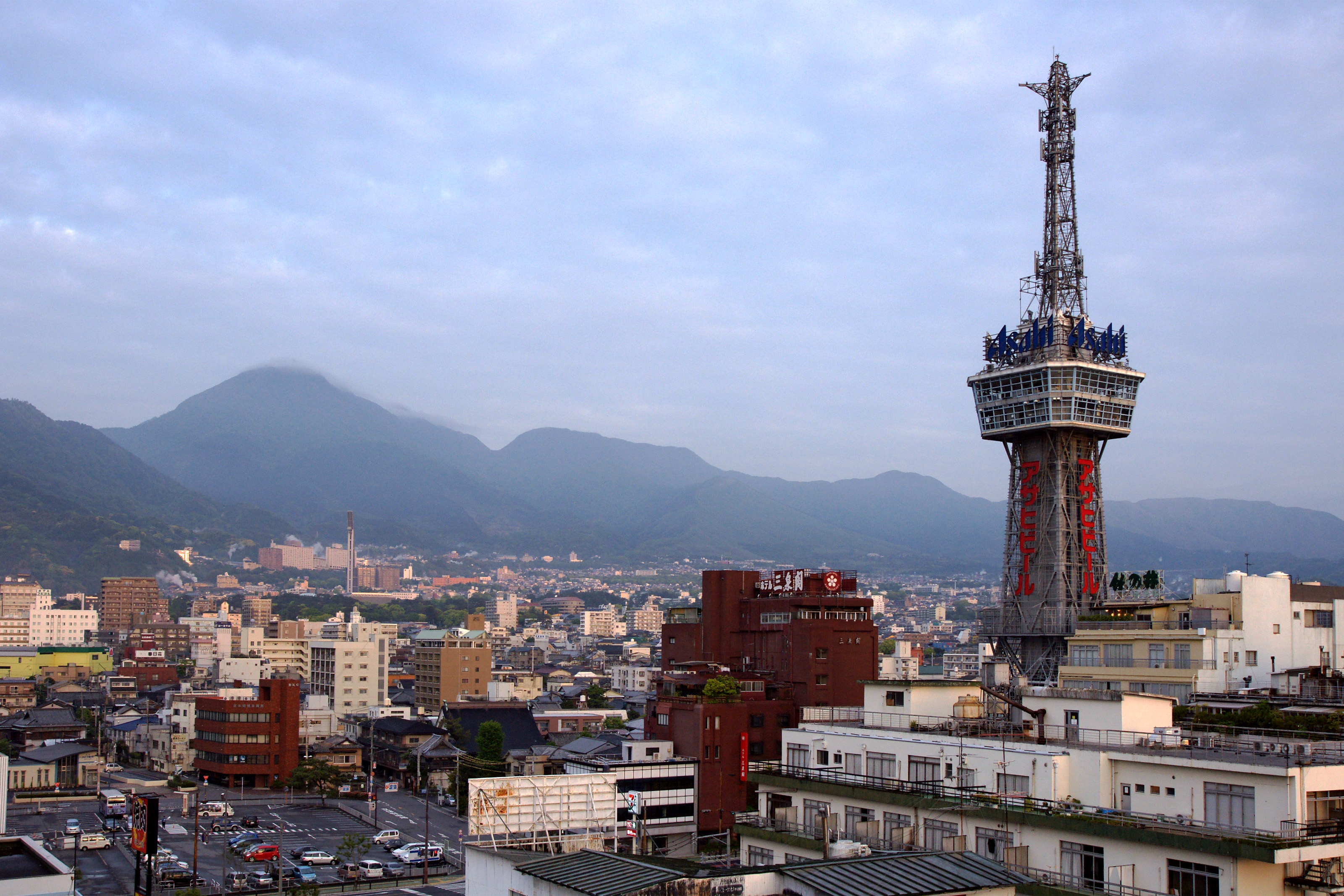
別府温泉街、別府塔

33°16′49″N 131°30′0″E / 33.28028°N 131.50000°E别府温泉位于日本九州东北部大分县别府市，自奈良时代起该地便是日本著名的“温泉之乡”。别府的温泉种类及其繁多，并且涌出量居世界第二，仅次于美国黄石国家公园。别府众多温泉中以七大地狱温泉最为著名，分别为：海地狱、鬼石坊主地狱、灶地狱、鬼山地狱、白池地狱、血之池地狱（血池地狱）、龙卷地狱。

## 图集
- 海地狱
- 鬼石坊主地狱
- 灶地狱
- 鬼山地狱
- 白池地狱
- 血池地狱
- 龙卷地狱